# Dysdera edumifera
Dysdera edumifera este o specie de păianjeni din genul Dysdera, familia Dysderidae, descrisă de Ferrández, 1983.
Este endemică în Spania. Conform Catalogue of Life specia Dysdera edumifera nu are subspecii cunoscute.